# Gyrinus gibbus
Gyrinus gibbus es una especie de escarabajo del género Gyrinus, familia Gyrinidae. Fue descrita científicamente por Aubé en 1838.

## Descripción
El cuerpo de Gyrinus gibbus tiene forma ovalada y convexa y mide entre 4,5 mm y 6,0 mm de largo. Es de color negro o marrón oscuro con excepción del margen elitral, que a menudo tiene un tono rojizo o amarillo. Los élitros no están uniformemente reticulados y varían desde una apariencia pulida en las regiones medias de los élitros hasta una apariencia bronce-metálica hacia los márgenes de los élitros. La especie muestra una alta variabilidad regional en tamaño corporal, convexidad, coloración y reticulación de los élitros, siendo los especímenes encontrados en la región amazónica menos redondos y menos convexos. Como todos los escarabajos, Gyrinus gibbus tiene ojos divididos horizontalmente, lo que les permite observar los alrededores bajo el agua y en la superficie por igual. Se puede distinguir del muy similar Gyrinus ovatus por el contraste más marcado entre las áreas pulidas y metálicas en los élitros. Además, el ápice elitral de esta especie muestra un borde completo, mientras que en Gyrinus ovatus el ángulo epipleural tiene un dentículo puntiagudo.

## Distribución geográfica
Gyrinus gibbus se distribuye en muchas partes de América Latina, incluyendo Argentina, Bolivia, Brasil, Colombia, Costa Rica, Ecuador, México, Paraguay, Perú, Uruguay y Venezuela. Prefiere aguas estancadas o de flujo lento. En Venezuela, la especie parece estar fuertemente asociada con los hábitats de arroyos y ríos donde se encuentra en las zonas más tranquilas de esos cuerpos de agua.